# Liste der denkmalgeschützten Objekte in Mitterberg-Sankt Martin
Die Liste der denkmalgeschützten Objekte in Mitterberg-Sankt Martin enthält die denkmalgeschützten, unbeweglichen Objekte der Gemeinde Mitterberg-Sankt Martin im steirischen Bezirk Liezen.

## Denkmäler
| Foto |                 | Denkmal                                                       | Standort                                       | Beschreibung                                           | Metadaten |
| ---- | --------------- | ------------------------------------------------------------- | ---------------------------------------------- | ------------------------------------------------------ | --- |
| ja   | Datei hochladen | Gstatt-Kapelle HERIS-ID: 45356 Objekt-ID: 46651               | südlich Gstatt 9 Standort KG: Mitterberg       |                                                        | BDA-Hist.: Q38015335 Status: Bescheid Stand der BDA-Liste: 2025-06-30 Name: Gstatt-Kapelle GstNr.: .277                                                |
| ja   | Datei hochladen | Kath. Pfarrkirche hl. Martin HERIS-ID: 51867 Objekt-ID: 57675 | St. Martin am Grimming Standort KG: St. Martin | → Hauptartikel : Pfarrkirche St. Martin am Grimming f1 | BDA-Hist.: Q17265627 Status: § 2a Stand der BDA-Liste: 2025-06-30 Name: Kath. Pfarrkirche hl. Martin GstNr.: .7 Parish church Sankt Martin am Grimming |